# Lewin Werner von Görne
Lewin Werner von Görne (* 1685; † 1711) war Schlossherr in Plaue von 1690 bis 1711. Er war ein Neffe des Friedrich von Görne.

## Leben
Sein Vater war Georg Christoph von Görne (* 1644; † 1685), Gutsherr in Plaue und Domherr von Magdeburg. Seine Mutter war dessen zweite Ehefrau Ilsa Sabina von Bennigsen. Lewin hatte mehrere Geschwister.
Bereits im Kindesalter übernahm Lewin Werner von Görne, durch den frühen Tod des Vaters, den Familienbesitz, zu dem neben der Herrschaft über Plaue auch die über Briest und Nitzahn zählte. Zu diesem Zeitpunkt war die Kleinstadt Plaue in einem schlechten Zustand: die Kirchengebäude waren marode, viele Häuser standen leer und zerfielen.
Er ging 1706 eine Ehe mit Anna Charlotta von Hünicke ein. Sie war die Tochter von David Freiherr von Hünicke, dem Erbherrn von Möthlitz, Jerchel, Vehlen und Pessin. Sie hatten beide die Söhne Christoph David und Karl August, beide 1711 verstorben.  
1710 verschuldete sich Lewin Werner von Görne mit 6.000 Talern für Renovierungen am Plauer Schloss, war jedoch hierbei wenig erfolgreich. So erschien es für ihn rentabler, Plaue mit seinem Onkel, dem preußischen Finanzminister Friedrich von Görne, gegen Kützkow zu tauschen. Darauf begann die Glanzzeit der Stadt Plaue.